# پیچا
ژان پل والراونس (متولد دوم ژانویه ۱۹۴۲ در شهر بروکسل از کشور بلژیک) یک کاریکاتوریست، هنرمند کمیک، طراح کارتون و کارگردان بلژیکی است. شهرت او بیشتر به خاطر فیلم‌های انیمیشن بزرگسالانش مانند تارزون: شرم جنگل است.

## زندگی‌نامه
ژان پل والروونز که از کودکی مجذوب نقاشی شده بود، در مؤسسه هنرهای زیبا سنت لوک مشغول به تحصیل شد. وی در سال ۱۹۶۰، به عنوان طراح کارتون و کاریکاتوریست برای بسیاری از روزنامه‌ها و مجلات در سراسر جهان از جمله نشنال لمپون و نیویورک تایمز همکاری کرد. در این دوره نام مستعار پیچا را برگزید. اشتیاق به طراحی، پیچا را به دنیای کمیک سوق داد. او نویسنده چندین کتاب، به عنوان پیچا در باشگاه مد (۱۹۷۱) و عنصر نامطلوب (۱۹۷۵) است.
سپس سراغ انیمیشن رفت. در سال ۱۹۷۵ در یک تقلید هجو آمیز از داستان تارزان کاری از ادگار رایس باروز، فیلم تارزون: شرم جنگل را کارگردانی کرد. فیلمی که در کشور خودش (بلژیک) و همچنین فرانسه موفقیت چشمگیری داشت، اما با شکایت صاحب امتیاز آثار باروز مبنی بر سرقت ادبی از سازندگان فیلم، به مشکل برخوردند. هرچند با دفاع سازندگان فیلم دائر بر اینکه «فیلم فقط یک تقلید هجو آمیز بوده» صاحب امتیاز آثار بروز پرونده را باخت؛ اما زمانی فیلم اکران در آمریکا با درخواست صاحب امتیاز آثار باروز، چون ماهیت فیلم باعث تحقیر نام تارزان می‌شد نام شخصیت اصلی فیلم به تارزون، دیالوگ‌ها به وسیلهٔ آنه بیتز و مایکل اداناهیو نویسندگان برنامه پخش زندهٔ شنبه شب بازنویسی، توسط جان بلوشی، جانی ویزمولر جونیور و بیل مری و چندی دیگر دوبله و با عنوان شرمِ جنگل با رتبهٔ R به نمایش درآمد با وجود این تلاش‌ها، نمایش فیلم در آمریکا یک شکست انتقادی و مالی بود.
در سال ۱۹۸۰ پیچا دومین فیلمش را با عنوان حلقه گمشده محصول ساخت. هرچند این فیلم به اندازه تارزون موفق نبود، اما توانست به جشنواره فیلم کن همان سال راه پیدا کند. پیچا از این فیلم به صورت کمیک استریپ نیز اقتباس کرد. چهار سال بعد، این فیلم با عنوان BC Rock در ایالات متحده منتشر شد. با تغییراتی از قبیل دیالوگ‌های تازه توسط جیم والی و جاناتان اشموک، تدوین مجدد، صداپیشگان جدید، موسیقی متفاوت، حذف راوی (و شرح داستان توسط شخصیت اصلی داستان) و جایگزینی تقریباً تمام آهنگ‌هایی که به وسیلهٔ لئو سایر نوشته و اجرا شده بود با آثار هنرمندان دیگر (از جمله استیل بریز، هال و اوتس، و ریک ویکمن) با هدف جلب حداکثری مخاطب. متأسفانه، این فیلم به دلیل ضعف در تبلیغات ویدیویی از خاطره‌ها محو شد. با این حال، این نسخه تا به امروز توانسته‌است طرفداران سرسخت و متعصبی داشته باشد. کارهای بعدی پیچا هرگز در سینماهای آمریکایی یا هر فرمت ویدیویی خانگی منتشر نگردید.
فیلم بعدی پیچا بیگ بنگ محصول ۱۹۸۷ بود. پس از موفقیت اندک فیلم، پیچا با تمرکز بر روی نویسندگس در تلویزیون صنعت سینما را ترک کرد. از آثار او در تلویزیون می‌توان به
- المپیک باغ وحش (۱۹۹۰–۱۹۹۱)
- جام باغ وحش (۱۹۹۲–۱۹۹۳)
- بادی بادی بود. . . زندگی سگی (۱۹۹۵)

اشاره کرد. در سال ۲۰۰۷ پیچا با فیلم سفید برفی: دنباله به سینما بازگشت.

## فیلم‌شناسی

### فیلم‌ها
- سیرک کارتونی (۱۹۷۲)
- تارزون: شرمِ جنگل (۱۹۷۵ به کارگردانی بوریس زولزینگر)
- Le Chainon manquant (حلقه گمشده) (۱۹۸۰)
- بیگ بنگ (۱۹۸۷، به کارگردانی بوریس زولزینگر)
- Blanche-Neige, la suite (سفید برفی: دنباله) (۲۰۰۷)

### سریال‌های تلویزیونی
- المپیک باغ وحش (۱۹۹۲)
- جام باغ وحش (۱۹۹۴)
- رفیق رفیق. . . زندگی یک سگ (با نام اصلی Les Jules, chienne de vie.. به فرانسوی) (۱۹۹۷)

### یادداشت
1. ↑  Picha entry, Lambiek's Comiclopedia. Retrieved March 3, 2020.
2. ↑  Picha entry, Lambiek's Comiclopedia. Retrieved March 3, 2020.
3. ↑  Picha entry, Lambiek's Comiclopedia. Retrieved March 3, 2020.
4. 1 2  Picha entry, Lambiek's Comiclopedia. Retrieved March 3, 2020.
5. ↑  Picha entry, Lambiek's Comiclopedia. Retrieved March 3, 2020.

## External links
- Picha at بانک اطلاعات اینترنتی فیلم‌ها